# Седаві
Седаві (валенс. Sedaví, ісп. Sedaví) — муніципалітет в Іспанії, у складі автономної спільноти Валенсія, у провінції Валенсія. Населення — 9971 особа (2010).

## Географія
Муніципалітет розташований на відстані близько 300 км на схід від Мадрида, 5 км на південь від Валенсії.

## Демографія
Динаміка населення (INE ):

## Галерея зображень

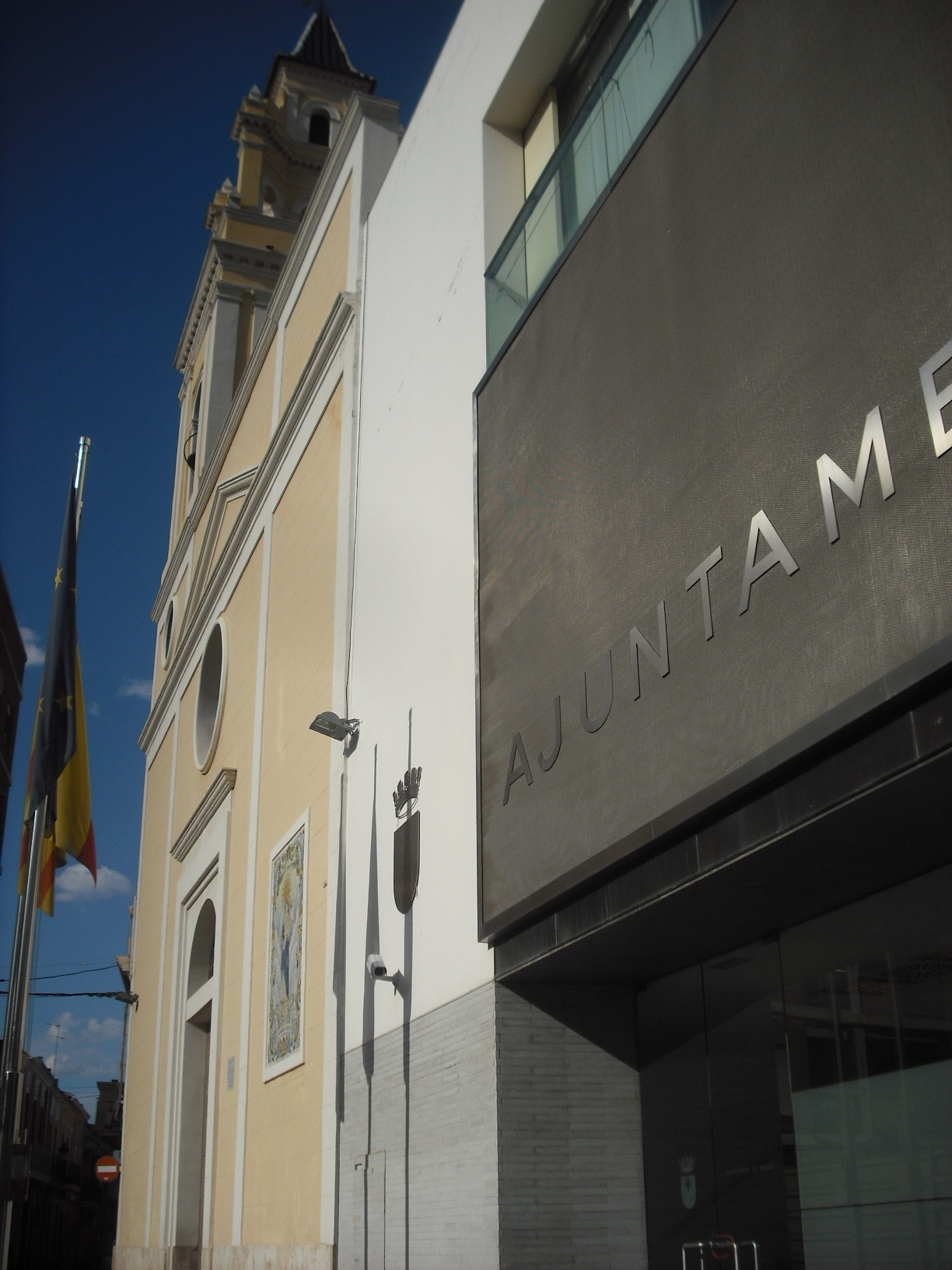
Церква і муніципальна рада
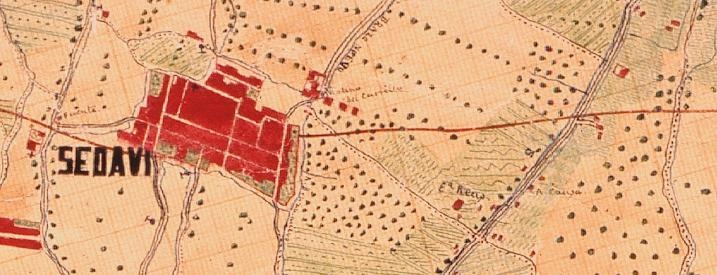
Седаві у 1883 році